# Maladera fusconitens
Maladera fusconitens är en skalbaggsart som beskrevs av Leon Fairmaire 1892. Maladera fusconitens ingår i släktet Maladera och familjen Melolonthidae. Inga underarter finns listade i Catalogue of Life.